# Hongqi HS5
La Hongqi HS5 è un'autovettura prodotta dalla casa automobilistica cinese Hongqi a partire dal 2019.

## Descrizione
La vettura è stata anticipata dalla concept car] U-Concept, che è stata presentata durante il salone di Shanghai 2017. Il SUV in veste definitiva per la produzione in serie è stato presentato al Salone di Pechino nell'aprile 2019, per poi essere messo in vendita sul mercato interno cinese il mese successivo.
L'HS5 è un SUV di medie dimensioni, progetto e disegnato dalla italiana Italdesign, vincendo nel 2020 il premio Xuan Yuan Award per il design.
Viene alimentato da un motore anteriore-traversale da 2,0 litri a 4 cilindri in linea turbo di origine Volkswagen da 165 kW (221 CV), abbinato a un cambio automatico a 6 velocità della Aisin. La trazione è anteriore oppure in opzione sulle quattro ruote.

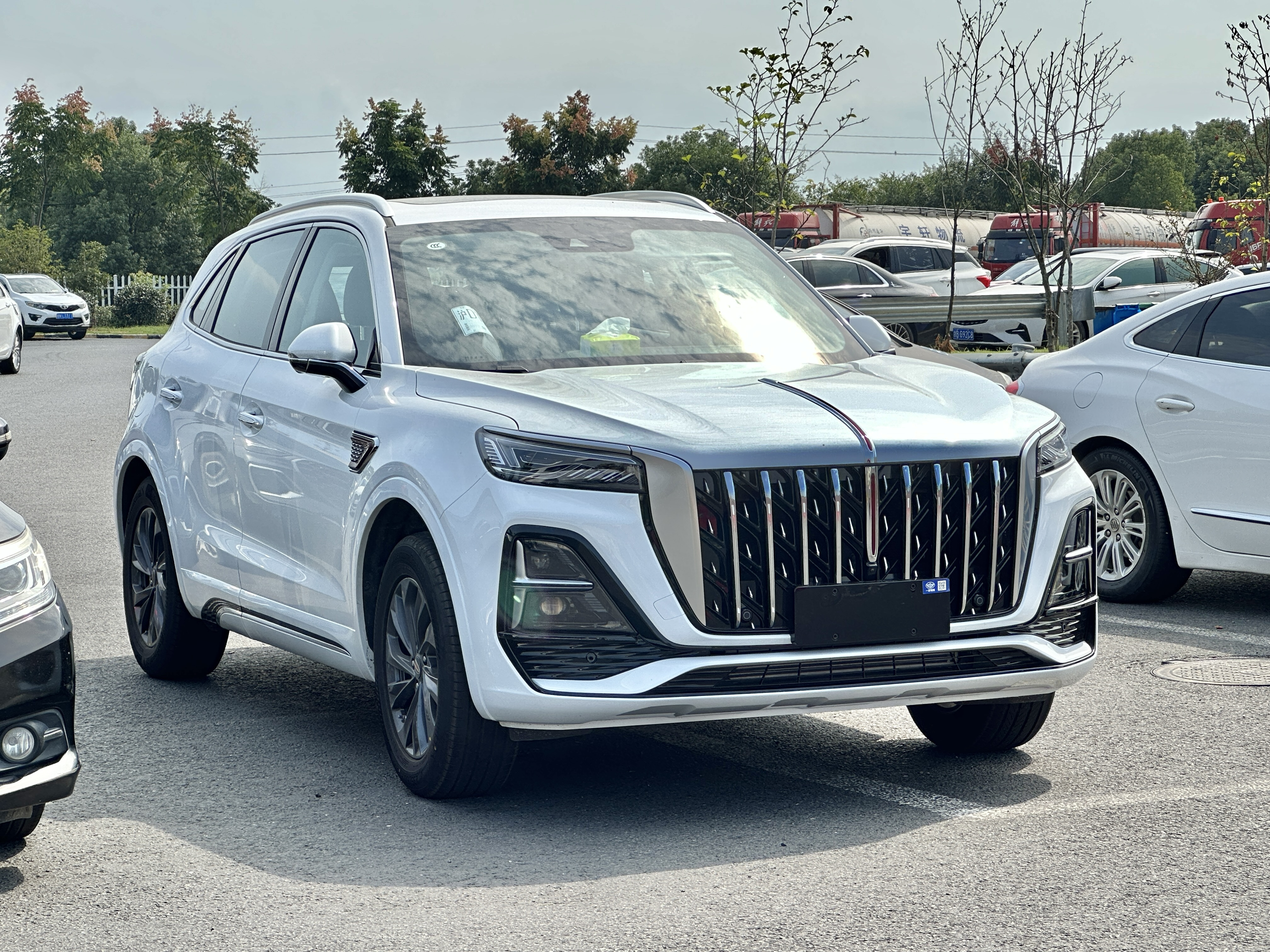
Restyling 2023

## Restyling 2023
Al salone di Shanghai 2023 la Hongqi ha presentato il restyling dell'HS5, che presenta un design della parte anteriore e posteriore totalmente rinnovato, mentre sul lato tecnico il propulsore da 2,0 litri ha subìto un incremento di potenza massima arrivando ad erogare 185 kW (252 CV), ovvero 20 kW in più rispetto alla versione pre-restyling. Il motore è ora abbinato ad un nuovo cambio automatico a 8 rapporti.